# Hannu Koivula
Hannu Koivula, född 12 oktober 1960 i Rovaniemi, är en finländsk dirigent.  
Efter diplomexamen i trumpetspel studerade Koivula vid Jorma Panulas kapellmästarklass (diplom 1987). Han segrade i den nordiska kapellmästartävlingen 1990, och nådde finalen i Toscaninitävlingen i Parma 1991. Efter dirigentuppdrag i Finland, bland annat vid Björneborgs stadsorkester 1990–1992, engagemang i Sverige (Gävleborgs symfoniorkester 1992–1996) och Danmark (Danmarks Radios sinfonietta 1995–1997) har Koivula gästdirigerat vid Finlands nationalopera, operorna i Göteborg och Oslo samt vid namnkunniga tyska orkestrar, bland annat Bayerska radioorkestern. Koivula ledde Joensuu stadsorkester 2000–2007. Han blev kapellmästare för Vasa stadsorkester 2006. Han är även konstnärlig ledare för Västerås Sinfonietta. 